# 張保皐 (潜水艦)
張保皐（チャン・ボゴ、日本語読み：ちょう ほこう、朝鮮語：장보고、ラテン文字：Jang Bogo, SS-061）は、大韓民国海軍の潜水艦。ドイツの209型潜水艦。韓国では張保皐級潜水艦の1番艦としている。艦名は新羅の有力地方勢力の長張保皐に由来する。韓国海軍初の潜水艦である。

## 艦歴
「張保皐」は、ホヴァルツヴェルケ＝ドイツ造船キール造船所で建造され　1987年に起工、1991年9月に進水、1993年に就役し、鎮海に所在する第9戦団に配備される。
1997年には、母港の鎮海基地からアメリカ合衆国・ハワイまで、大韓民国海軍としては初めての潜水艦単独による1万8,000kmにおよぶ遠洋航海を実施した。